# Touillon
Touillon és un municipi francès, situat al departament de la Costa d'Or i a la regió de Borgonya - Franc Comtat. L'any 2007 tenia 413 habitants.

## Demografia

### Població
El 2007 la població de fet de Touillon era de 413 persones. Hi havia 158 famílies, de les quals 40 eren unipersonals (4 homes vivint sols i 36 dones vivint soles), 55 parelles sense fills, 59 parelles amb fills i 4 famílies monoparentals amb fills.
La població ha evolucionat segons el següent gràfic:
Habitants censats

### Habitatges
El 2007 hi havia 226 habitatges, 162 eren l'habitatge principal de la família, 42 eren segones residències i 22 estaven desocupats. 221 eren cases i 4 eren apartaments. Dels 162 habitatges principals, 126 estaven ocupats pels seus propietaris, 32 estaven llogats i ocupats pels llogaters i 4 estaven cedits a títol gratuït; 2 tenien dues cambres, 20 en tenien tres, 40 en tenien quatre i 100 en tenien cinc o més. 123 habitatges disposaven pel capbaix d'una plaça de pàrquing. A 58 habitatges hi havia un automòbil i a 84 n'hi havia dos o més.

### Piràmide de població
La piràmide de població per edats i sexe el 2009 era:
| Homes | Edats   | Dones |
| ----- | ------- | ----- |
| 0     | 95 o +  | 0     |
| 0     | 90 a 94 | 4     |
| 0     | 85 a 89 | 0     |
| 4     | 80 a 84 | 12    |
| 4     | 75 a 79 | 4     |
| 4     | 70 a 74 | 12    |
| 32    | 65 a 69 | 4     |
| 4     | 60 a 64 | 28    |
| 4     | 55 a 59 | 8     |
| 12    | 50 a 54 | 8     |
| 16    | 45 a 49 | 20    |
| 36    | 40 a 44 | 20    |
| 16    | 35 a 39 | 36    |
| 8     | 30 a 34 | 8     |
| 0     | 25 a 29 | 8     |
| 12    | 20 a 24 | 0     |
| 16    | 15 a 19 | 36    |
| 12    | 10 a 14 | 12    |
| 20    | 5 a 9   | 24    |
| 20    | 0 a 4   | 0     |

## Economia
El 2007 la població en edat de treballar era de 268 persones, 201 eren actives i 67 eren inactives. De les 201 persones actives 187 estaven ocupades (106 homes i 81 dones) i 14 estaven aturades (4 homes i 10 dones). De les 67 persones inactives 23 estaven jubilades, 25 estaven estudiant i 19 estaven classificades com a «altres inactius».

### Ingressos
El 2009 a Touillon hi havia 171 unitats fiscals que integraven 439,5 persones, la mediana anual d'ingressos fiscals per persona era de 18.478 €.

### Activitats econòmiques
Dels 10 establiments que hi havia el 2007, 2 eren d'empreses de fabricació d'altres productes industrials, 1 d'una empresa de construcció, 1 d'una empresa de transport, 1 d'una empresa d'hostatgeria i restauració, 3 d'empreses de serveis i 2 d'empreses classificades com a «altres activitats de serveis».
Dels 3 establiments de servei als particulars que hi havia el 2009, 1 era una fusteria, 1 perruqueria i 1 restaurant.
L'any 2000 a Touillon hi havia 8 explotacions agrícoles que ocupaven un total de 1.090 hectàrees.

## Equipaments sanitaris i escolars
El 2009 hi havia una escola elemental integrada dins d'un grup escolar amb les comunes properes formant una escola dispersa.

## Poblacions més properes
El següent diagrama mostra les poblacions més properes.